# Romanivka (Raión de Berezivka)
Romanivka  (ucraniano: Романівка) es un pueblo del Raión de Berezivka en el Óblast de Odesa de Ucrania. Según el censo de 2001, tiene una población de 364 habitantes.